# روبرت مولر (سياسي)
روبرت مولر هو كاتب سيناريو وفيلسوف وسياسي بلجيكي، ولد في 11 مارس 1923 في فيمز ‏ في بلجيكا، وتوفي في 20 سبتمبر 2010.

## وصلات خارجية
- الموقع الرسمي